# Pleine-Sève
Pleine-Sève is een gemeente in het Franse departement Seine-Maritime (regio Normandië) en telt 119 inwoners (2009). De plaats maakt deel uit van het arrondissement Dieppe.

## Geografie
De oppervlakte van Pleine-Sève bedraagt 4,0 km², de bevolkingsdichtheid is dus 29,8 inwoners per km².
De onderstaande kaart toont de ligging van Pleine-Sève met de belangrijkste infrastructuur en aangrenzende gemeenten.

## Demografie
Onderstaande figuur toont het verloop van het inwonertal (bron: INSEE-tellingen).